# Ford Equator
À ne pas confondre avec Suzuki Equator.
Pour les articles homonymes, voir Equator.
Le Ford Equator (chinois : 福特领裕 ; pinyin : Fútè Lǐngyù) est un grand crossover produit par la coentreprise sino-américaine Jiangling-Ford.

## Aperçu

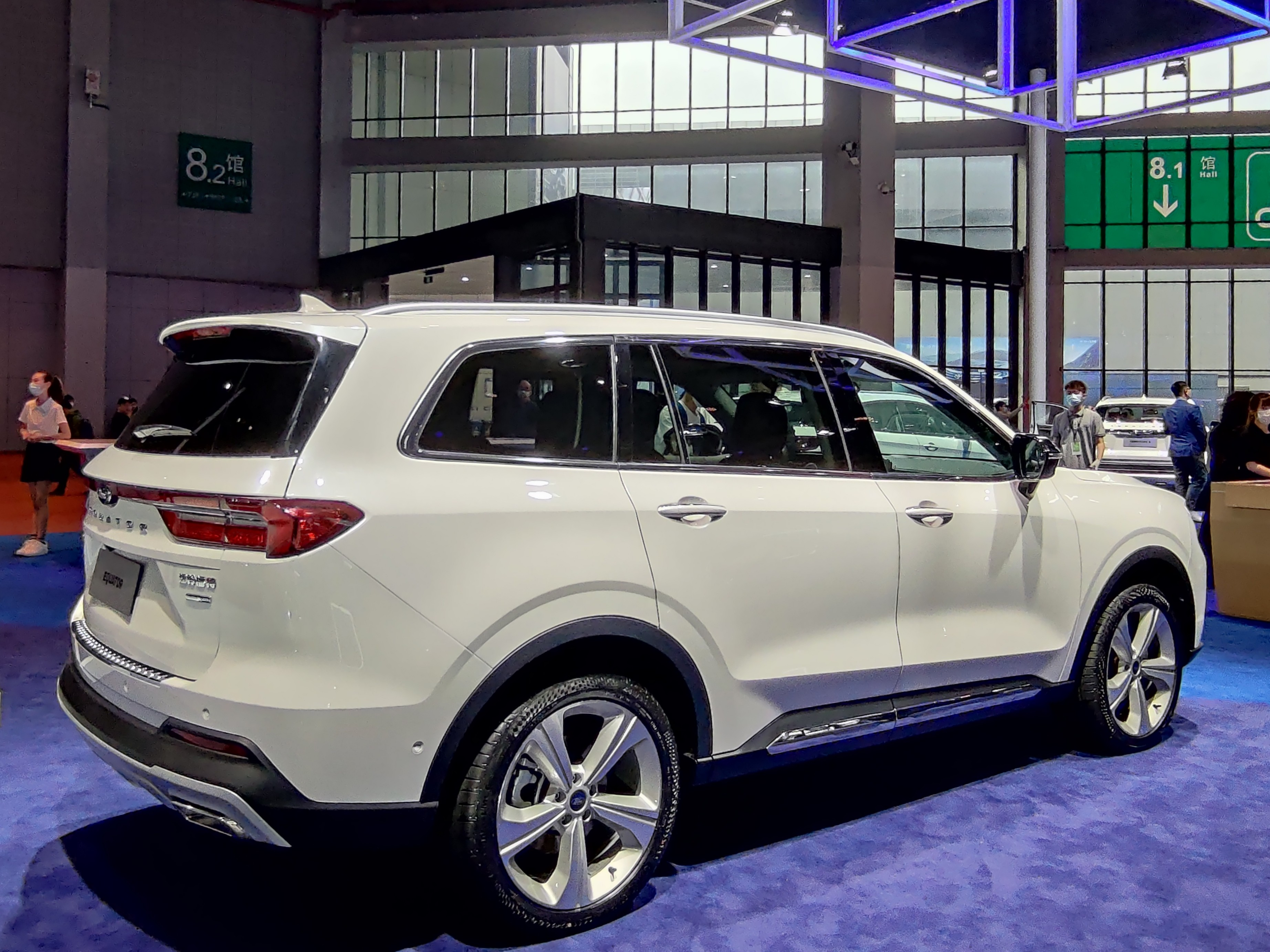
Vue arrière

L'Equator est un SUV à trois rangées qui se place directement au-dessus du Everest dans la gamme de SUV JMC-Ford.
Le tableau de bord de l'Equator est équipé d'une paire d'écrans de 12,3 pouces utilisés pour le groupe d'instruments numériques et le système d'infodivertissement. L'intérieur de l'Equator présente également des accents en bois et un sélecteur de vitesses rotatif. Le système d'infodivertissement comprend le système Co-Pilot360 de Ford et est vendu uniquement en version six places.

L'Equator est propulsé par un monté transversal Moteur turbocompressé EcoBoost de 2,0 litres basé sur le moteur essence JX4G20 développé par JMC et AVL qui produit 221 hp ( Unité « PS kW » inconnue du modèle {{Conversion}}.). La production de la voiture devrait démarrer vers le premier trimestre 2021.

### Equateur Sport/Territoire
La version plus courte à deux rangées a été lancée au Salon de l'auto de Guangzhou en novembre 2021 sous le nom d'Equator Sport ((zh)). L'Equator Sport est propulsé par un moteur 1.5 EcoBoost 4G15F6C d'une puissance de 125 kW (168 ch),. Le modèle est exporté vers les marchés hors de Chine sous le nom de Ford Territory.

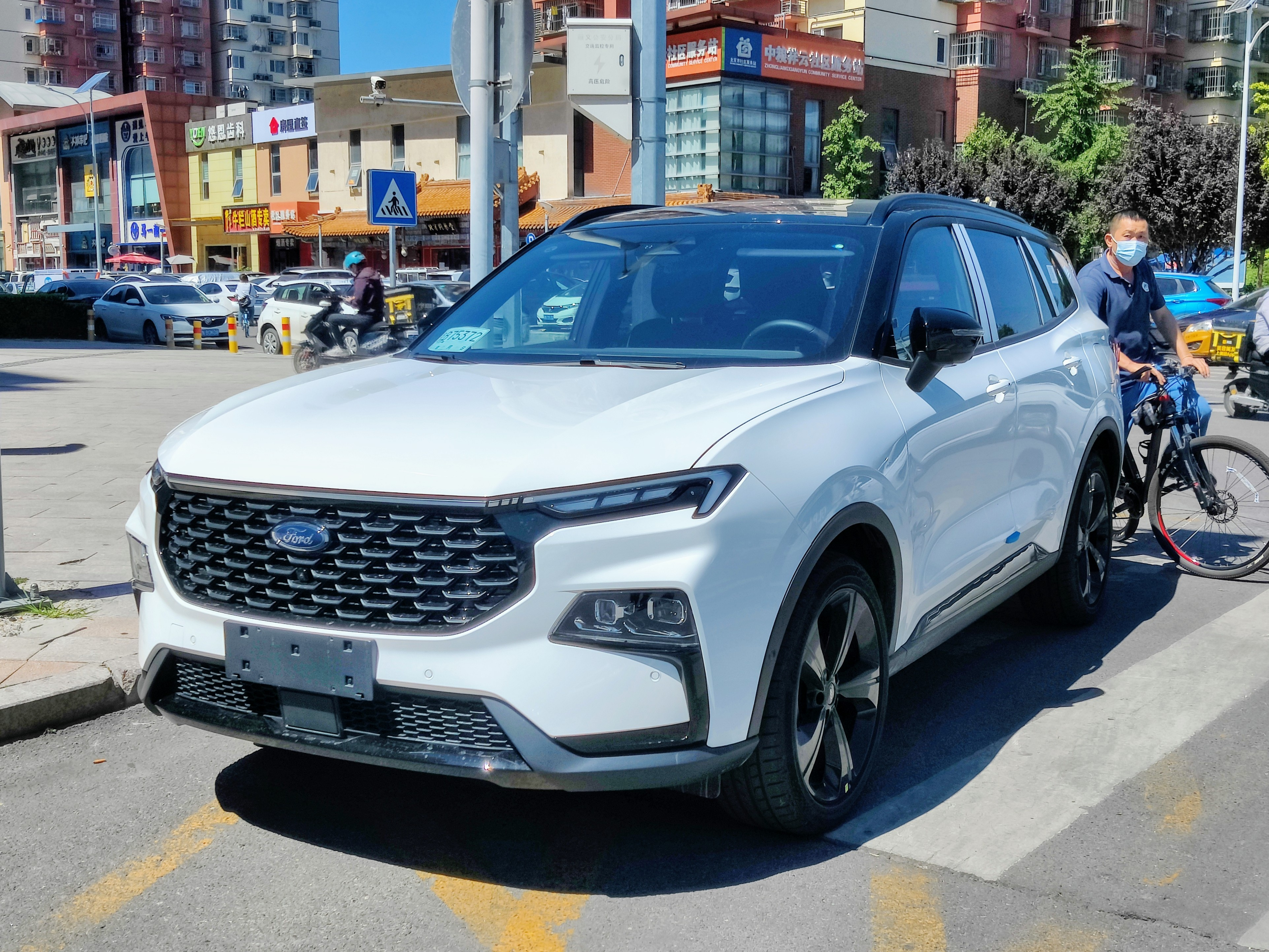
Ford Equator Sport front
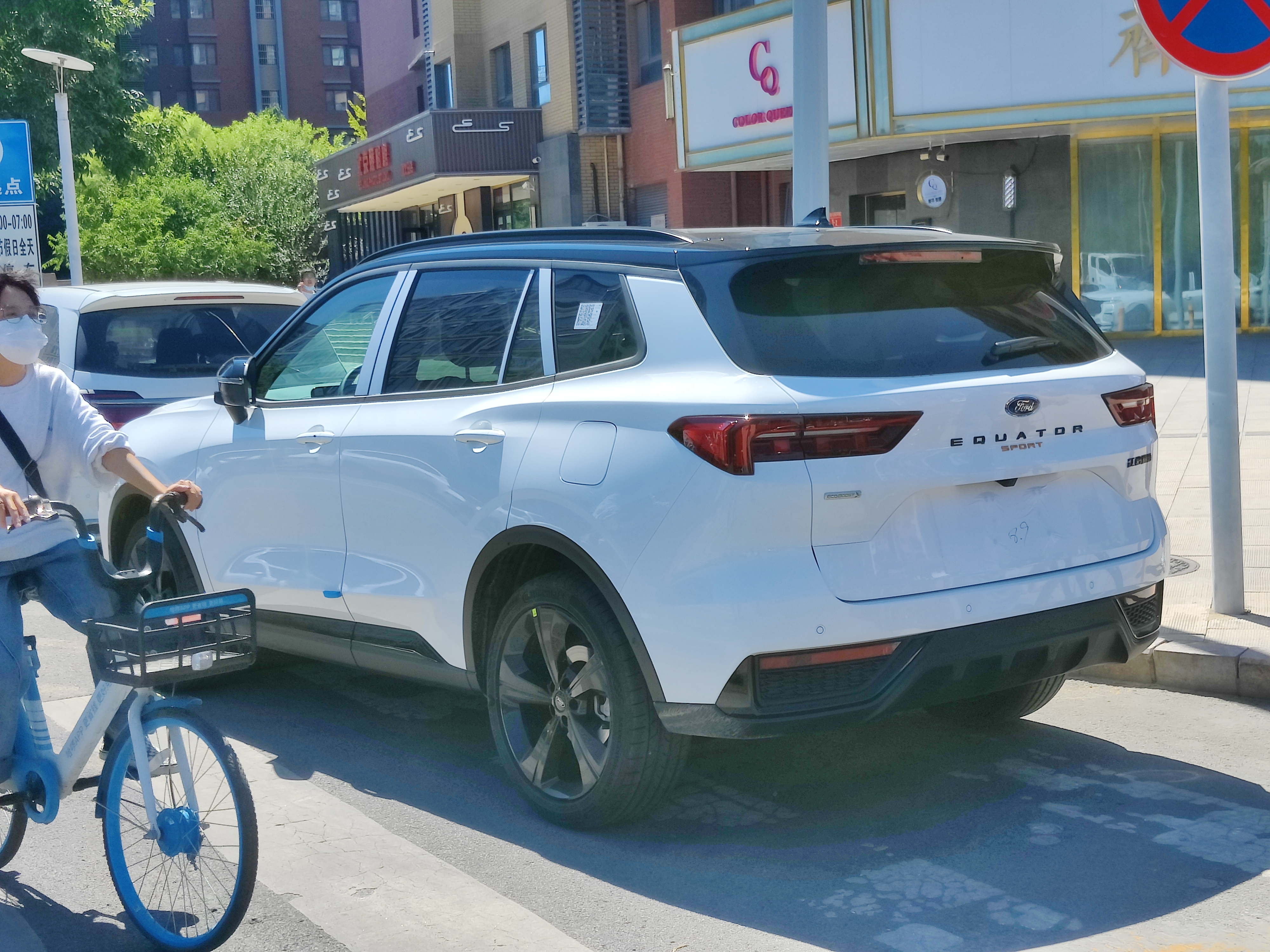
Ford Equator Sport rear
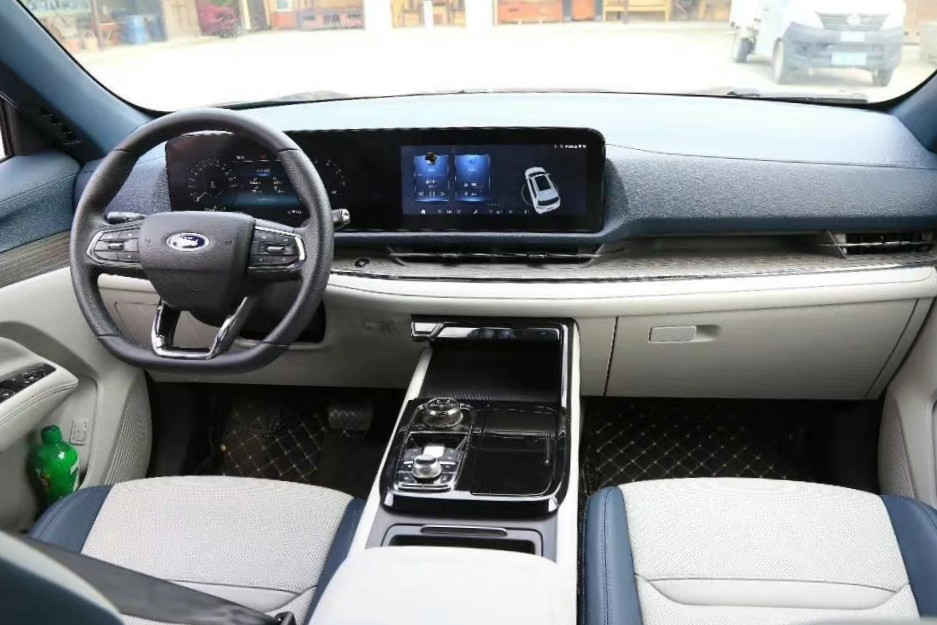
Interior